# Stygoporus
Stygoporus is een geslacht van kevers uit de familie  waterroofkevers (Dytiscidae).
Het geslacht is voor het eerst wetenschappelijk beschreven in 1994 door Larson & LaBonte.

## Soorten
Het geslacht omvat de volgende soort:
- Stygoporus oregonensis Larson & LaBonte, 1994